# Halitholus pauper
Halitholus pauper is een hydroïdpoliep uit de familie Pandeidae. De poliep komt uit het geslacht Halitholus. Halitholus pauper werd in 1913 voor het eerst wetenschappelijk beschreven door Hartlaub. 